# Laurent Diaz
Pour les articles homonymes, voir Diaz.
Pas d'image ? Cliquez ici

a Compétitions nationales et continentales officielles uniquement.

Dernière mise à jour le 25 juillet 2017.
Laurent Diaz, né le 8 novembre 1980 à Arles, est un joueur français de rugby à XV qui évolue aux postes de demi de mêlée, arrière, demi d'ouverture et ailier. Il joue pendant sa carrière avec l'US Dax pendant dix saisons. Il cumule ensuite le rôle de joueur et d'entraîneur avec le Saint-Paul Sports.

## Biographie
Après dix saisons au sein de l'US Dax en Top 14 et Pro D2 (ayant prolongé son contrat à plusieurs reprises, entre autres en 2010 pour deux saisons, puis en 2012 pour une saison plus une optionnelle), il est laissé libre de tout contrat en 2013. Il se reconvertit au poste d'entraîneur, chez le club voisin du Saint-Paul Sports,, tout en occupant toujours le rôle de joueur. Après une première saison, il accède avec le SPS à la Fédérale 2. Il prend sa retraite sportive à l'issue de la saison 2016-2017.

## Palmarès
- Championnat de France de rugby à XV de 2e division :
  - Vice-champion : 2007 avec l'US Dax.
  - Finaliste : 2006 avec l'US Dax.
  - Demi-finaliste : 2004 et 2012 avec l'US Dax.